# エンデモル
エンデモル（Endemol N.V.）は、メディア大手メディアセット傘下のオランダの番組制作会社。リアリティ番組やゲーム番組に強く、世界中に番組フォーマットを販売している。

## 概要
1994年、ヨープ・ファン・デン・エンデとジョン・デ・モルにより設立。会社名は両者の姓から取ったという。2000年にスペインの携帯電話会社テレフォニカに買収。2007年売却後、イタリアのメディアセットに買収される。

## 主な制作番組
- ビッグ・ブラザー
- ディール・オア・ノー・ディール
- 1 vs. 100
- ワイプアウト
- ホイール・オブ・フォーチュン[2]
- リング・カ・キング